# Кладбище Лошвиц
Кладбище Лошвиц (нем. Loschwitzer Friedhof) — кладбище в дрезденском районе Лошвиц. Является вторым местом (после заброшенного церковного кладбища) захоронения в районе Лошвиц в Дрездене. Имеет площадь 17 700 квадратных метров.

## История
Было открыто около 1800 года, когда стало ясно, что церковное кладбище церкви Лошвиц стало слишком маленьким.
Несколько раз расширялось и теперь делится на старую и новую часть, открытую в 1918 году. В 1893 году на кладбище была сооружена часовня, созданная дрезденскими архитекторами Рейтером и Фишером.
Во время наводнения на Эльбе в 2002 и 2013 годах году кладбище оказывалось затопленным. С 1985 года считается памятником архитектуры, из-за многочисленных могил известных художников. Многие могилы были внесены в 1994 году в список представляющих особую художественную ценность.